# لیکز آو د فورسیزنز (ایندیانا)
لیکز آو د فورسیزنز (به انگلیسی: Lakes of the Four Seasons) یک منطقهٔ مسکونی در ایالات متحده آمریکا است که در ایندیانا واقع شده‌است. لیکز آو د فورسیزنز ۸٫۰ کیلومتر مربع مساحت و ۷٬۰۳۳ نفر جمعیت دارد و ۲۳۳ متر بالاتر از سطح دریا واقع شده‌است.